# Athyrtis amanga
Athyrtis amanga är en fjärilsart som beskrevs av Richard Haensch 1909. Athyrtis amanga ingår i släktet Athyrtis och familjen praktfjärilar. Inga underarter finns listade i Catalogue of Life.